# Баланджар
Баланджар е някогашен град, столица на Хазарския хаганат до 722 г.
Той е бил разположен в днешен Дагестан, близо до Каспийско море. Според арабските историци Ибн ал-Факих и Абу ал-Фида негов основател е Баланджар ибн Яфет. Около 722 г. арабски войски преминават Кавказ и разграбват града, като много от жителите са избити или отведени в робство, а останалите бягат към други градове, като Самандар.